# Carlos de Campos
Carlos de Campos (Campinas, 6 de agosto de 1866 — São Paulo, 27 de abril de 1927) foi um advogado e político brasileiro. Foi o décimo-segundo presidente do estado de São Paulo, tendo governado de 1 de maio de 1924 até o dia de sua morte, quando assumiu o governo interinamente o presidente do Senado Estadual Antônio Dino da Costa Bueno, em virtude da renúncia do vice-presidente do estado, Coronel Fernando Prestes de Albuquerque.

## Carreira
Iniciou-se na política como membro do conselho da intendência municipal de Amparo, em 1890. Foi em seguida deputado estadual (de 1895 a 1915), presidindo a assembleia entre 1907 e 1915. Foi deputado federal (de 1918 a 1923).
Carlos de Campos criou, em 1926, a Guarda Civil do Estado de São Paulo, que existiu até 1970.
Em seu governo, ocorreu em São Paulo, a Revolução de 1924, iniciada a 5 de julho. O Palácio dos Campos Elísios, sede do governo paulista, começou a ser incessantemente bombardeado pelas forças revoltosas em 9 de julho, tendo sido um de seus filhos atingido na perna por estilhaços. Carlos de Campos, depois de abrigar sua família em casa de parentes, determinou, estrategicamente, que todos membros do governo se retirassem para a estação ferroviária de Guaiaúna, no bairro da Penha, que passou a ser a sede provisória do Governo Estadual, até os revoltosos serem derrotados, em 28 de julho. Em 27 de julho houve um encontro entre Carlos de Campos e o jornalista Paulo Duarte, que levava cartas do presidente da Associação Comercial, José Carlos de Macedo Soares, responsável por intermediar as negociações entre o governo e o revoltosos. Nas cartas Macedo Soares pede que seja declarado um cessar-fogo de 48 horas para que fosse discutida a rendição dos que se rebelaram em troca da anistia de seus atos. Carlos de Campos responde:
| “                   | Vocês parecem que estão fazendo causa comum com os revoltosos... Em vista dos termos desta carta vou mandar aumentar os bombardeios. A granada será a resposta! | ” |
| — Carlos de Campos, | |   |

Além desse episódio, em seu mandato como Presidente do Estado de São Paulo, esteve à frente de várias iniciativas, entre as quais se destacam o apoio à produção de café, a fundação do Instituto do Café, a remodelação da Estrada de Ferro Sorocabana e a construção da estação de trem Júlio Prestes (na capital paulista), a fundação do Banco do Estado de São Paulo e do Instituto Biológico e a efetivação de obras hidroelétricas na Serra do Mar, em parceria com a companhia Light & Power, para suprir de energia elétrica a capital e região.
Carlos de Campos também exerceu atividades ligadas ao jornalismo, à música e à cultura. Colaborou com jornais e foi redator-chefe do Correio Paulistano, periódico oficial do Partido Republicano Paulista. Como músico, compôs e publicou peças para piano e orquestra: valsas, polcas, suítes, além de canções, operetas e óperas. Ajudou a criar o Conservatório Dramático e Musical de São Paulo e foi um dos fundadores da Academia Paulista de Letras.
Veio a falecer antes de terminar seu mandato como Presidente do Estado de São Paulo, em 27 de abril de 1927, de uma embolia cerebral. O compositor brasileiro Ernesto Nazareth escreveu uma marcha fúnebre em sua memória.

## Acervo documental
O Arquivo Público do Estado de São Paulo abriga um acervo de Carlos de Campos com 400 documentos textuais, com predomínio de cartas, ofícios e telegramas, a maioria girando em torno da chamada Revolução de 1924.